# Abbaye de Neauphle-le-Vieux
L'abbaye Saint-Pierre de Neauphle-le-Vieux est un ancien monastère de bénédictins situé sur la commune de Neauphle-le-Vieux dans le département des Yvelines, sur la rive gauche de la Mauldre. Elle faisait partie de l'archidiaconé du Pincerais qui dépendait alors du diocèse de Chartres.

## Héraldique

Blason de l'abbaye Saint-Pierre de Neauphle-le-Vieux : d'azur à une croix d'argent.

## toponymie
L'abbé Châtelain a cru qu'il fallait écrire Neauphle l'Évieux ou l'Aiveux, en sorte que son nom latin serait Nealfa Aquosa, à cause de sa situation sur la rivière de la Mauldre. Adrien de Valois, en sa notice de 1675, croit qu'on dit Neauphle le Vieil, pour Neauphle la Ville,. "Anciennement on disait aive, ou eue, pour aqua, de l'eau (...) quelques-uns, au lieu de dire l'Aiveux, disent le Vieux," (cf. le mot évier).

## Historique
Au VIIIe siècle, Neauphle a été un prieuré de l'abbaye de Saint-Liphard de Meung-sur-Loire, comme le mentionne une charte de Hugues Capet de 990.
Au milieu du Xe siècle, les "pieux propriétaires" de l'église qui existait à Neauphle-le-Vieux, en firent don aux Bénédictins. Il s'agissait d'Haganon de Neauphle et de son fils Hugues, peut-être apparenté à Aganon, évêque de Chartres vers 925-941. Les Bénédictins sollicitèrent le roi Philippe Ier quand l'abbaye de Saint-Liphard devint une collégiale ; il leur accorda la fondation de leur abbaye en 1078.
Elle connut un grand essor au XIIe siècle. Le roi saint Louis honora le monastère de sa visite le 9 mars 1266. Aliénor de Guyenne, reine d'Angleterre, y séjourna le 16 juillet 1289. Philippe le Bel y demeura avec la reine les 6-7 et 14 juillet et 2 octobre 1301.
Au XIIIe siècle, l'abbaye de Neauphle–le-Vieux avait une liste imposante de droits et possessions dont elle jouissait : église de Cressay, Saint-Aubin, Auteuil, Goupillières, Bazemont, Jouars, Maurepas, Saulx-Marchais, Villennes, Médan, Flacourt, droits d’usage en forêt d’Iveline, terre du Pontel, moulin de Toussac, Bicherel, Robert, sur Mauldre et ses affluents, terres de Neauphle-le-Vieux, Boissy-sans-Avoir, Auteuil, Saulx-Marchais, Flacourt, les Mousseaux ….
Au XVIe siècle, l'abbaye passa en commende avec Gilbert Le Filleul au début du règne de François Ier.
Dès la fin du XVIIe siècle, les revenus de l'abbaye étaient devenus insuffisants à la subsistance et à l'entretien des moines et en particulier la remise en état de l'église abbatiale. En 1700, il y avait autrefois quatre religieux et deux prêtres pour desservir, il n'y a présentement [1731] que le prieur, un chantre et deux prêtres. Il n'y avait plus de règle dans l'abbaye, ni d'ordre dans l'administration des biens.
Le Parlement de Paris, par arrêt du 4 juillet 1737, ratifie l'avis de l'évêque de Chartres, et ordonna que les religieux se retireraient en d'autres couvents de leur ordre. En 1738, les bénéfices à la nomination de l'abbé de Neauphle pour : la chapelle de Notre-Dame de Neauphle (à la limite entre Beynes et Neauphle), les cures d'Auteuil, Bazemont, Élancourt, Flacourt, Goupillières, Jouars, Maurepas en alternance avec l'archidiacre du Pincerais, Médan, Neauphle-le-Vieux, Saint-Aubin près Montfort (Neauphle), Saulx-Marchais, Villaines, Villiers-le-Mahieu.
L'abbaye fut mise sous équestre en 1771; son plan géométral a été conservé à cette date (plan en ligne).
Les bâtiments furent vendus en 1791 et devinrent habitation privée, l'abbatiale est devenue église paroissiale.

## Liste des abbés
Abbés réguliers

### XIIesiècle
- 1. Gauthier, 1078-1110[6].
- 2. Robert, 1110?-1149[2],[6].
- 3. Bernard, 1149-1170[2],[6].
- 4. Garnier, 1185[6].

### XIIIesiècle
- 5. Robert II, 1204?-1228[6].
- 6. Guillaume, 1234[2],[6].
- 7. Robert III, 1260[6].
- 8. Guillaume II, 1274?-1287[2],[6].
- 9. Pierre Le Clerc, 1288[6].
- 10. Guillaume III, 1290-1295[6].
- 11. Jehan Boileau, 1295-1313[6].

### XIVesiècle
- 12. Guillaume IV, 1313?-1327[6].
- 13 Simon de Changé, 1327-1333[2],[6].
- 14. Thomas, 1333-1342[2],[6].
- 15. Jehan II de Ponceaux, 1342-1374[6].
- 16. Jehan III Riboust, 1374-1400[6].

### XVesiècle
- 17. Jehan IV Le Féron, 1400-1405[6].
- 18. Jehan V Bléteron, 1405-1421[2],[6]. Devint abbé de Notre-Dame de Josaphat, près de Chartres en 1421.
- 19. Robert IV Bonamy, 1421-1461[6].
- 20. Martin, 1461-1471[6].
- 21. Pierre II Mailloche, 1471-1480[6].
- 22. Pierre III Nicolas, 1480-1509[2],[6].
- 23. Jean VI L'Homme, 1509-1522[6].

Abbés commendataires

### XVIesiècle
- 24. Gilbert Ier Filhol, Filholi ou Le Filleul, 1522-1526[6],[13].
- 25. Pierre IV Le Filleul, 1526-1531[6], archevêque d'Aix, il tenait l'abbaye en commande[2].
- 26. Gilbert II Le Filleul, âgé d'à peine 13 ans, reçu la commande de l'abbaye 1531-1585[6] ou Gilbert Filliol abbé de l'abbaye de Neauphle-les-Viels, Il participe au coutumier de 1556[14]. C'est sous son abbatiat que les religieux, abbé et couvent de Neauphle-le-Vieux, saisissent le Parlement de Paris le 8 octobre 1563. Crainte de refus de dîmes (X1a 1606, foli. 445 v°)[15].
- 27. (1585-1621) - Charles II Brûlart de Genlis (Mort le 14 mai 1669)[16]

### XVIIesiècle
- 28. (1621-1649) - Charles Ier Brûlart de Genlis (1571-25 juillet 1649), dit Léon, seigneur de Chrosne et Triel[6], chanoine de Paris, abbé de Joyenval et de Neauphle, prieur de l'abbaye Saint-Magloire de Léhon en Bretagne, conseiller au Parlement de Paris, conseiller puis doyen du Conseil d'État, ambassadeur de France à Venise (1612-1615, 1631), ambassadeur de Suisse en 1629 et à la Diète de Ratisbonne en 1630 [17],[18],[19] ,[Notes 1]
- 29. Louis Édouard Brûlart du Ranché, seigneur du Ranché et du Broussin, 1649-1676[6], neveu du précédent par son père Louis Roger Brûlart de Genlis, frère de Charles Ier .
- 30. Michel-François Colbert, seigneur de Villacerf, 1676-1679[6], cousin de Colbert, et parent du précédent par sa mère Madeleine Colbert de Villacerf, épouse de Louis Roger Brûlart de Genlis.
- 31. Charles-Maurice Colbert de Villacerf, 1679-1731[10],[6].

### XVIIIesiècle
- 32. Jacques Savalète, seigneur de Magnanville, 1731-1753[20],[6], conseiller honoraire au Grand conseil, Visiteur de Carmélites de France[20], lègue par son testament la somme de 500 fr. aux pauvres de la paroisse de Saint-Nicolas de Neauphle-le-Vieux.
- 33. Jean VII, Hyacinthe de Verthamon, 1753-1763[6].
- 34. Claude-François Lyzarde de Radonvilliers, 1763-1771[6].
- 35. Claude Bourachot, seigneur de l'Écluse, 1771-1777[6].
- 36. Pierre Alexandre de Langlade, 1777-1792[6], le dernier abbé.